# Zaćmienie Słońca

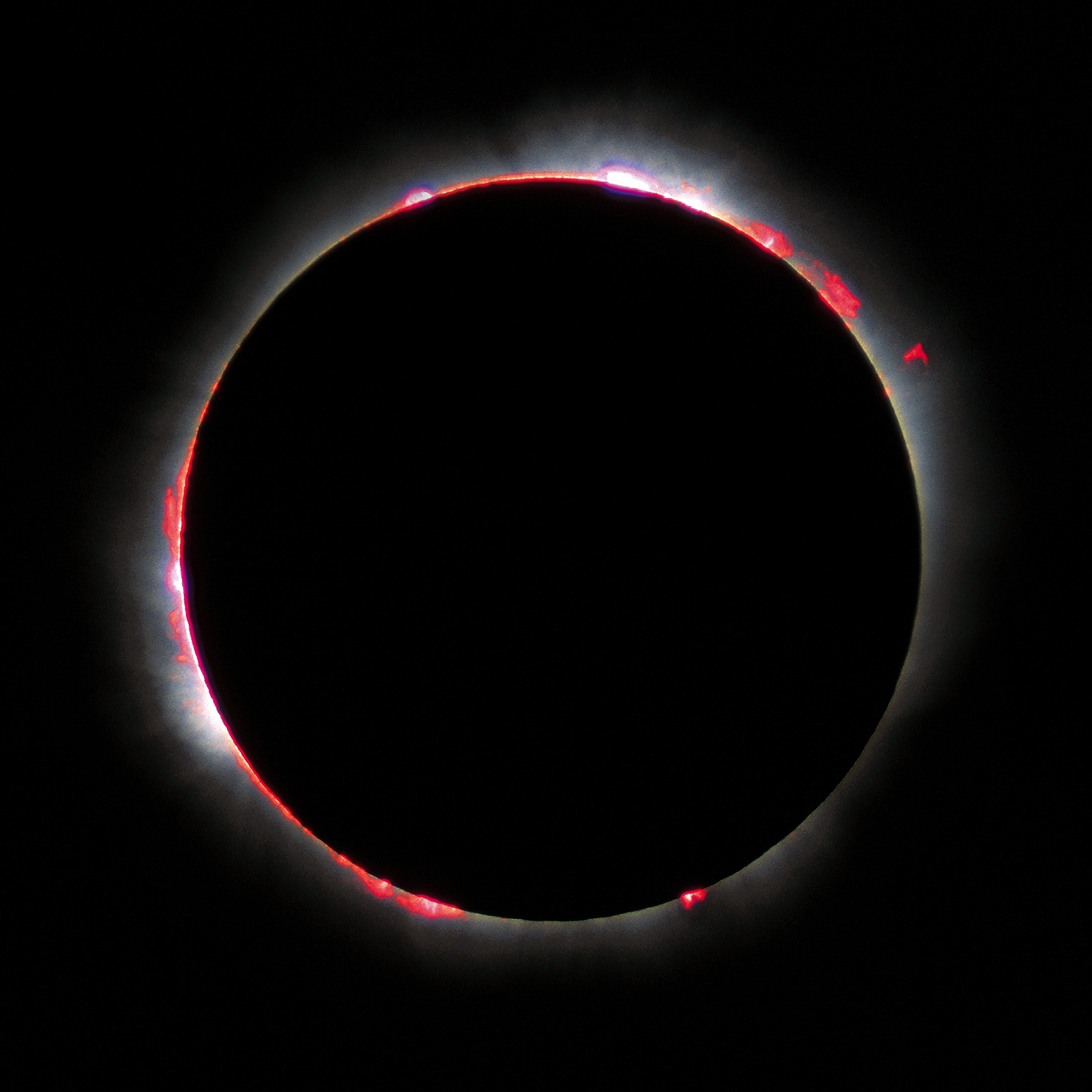
Całkowite zaćmienie Słońca we Francji w 1999

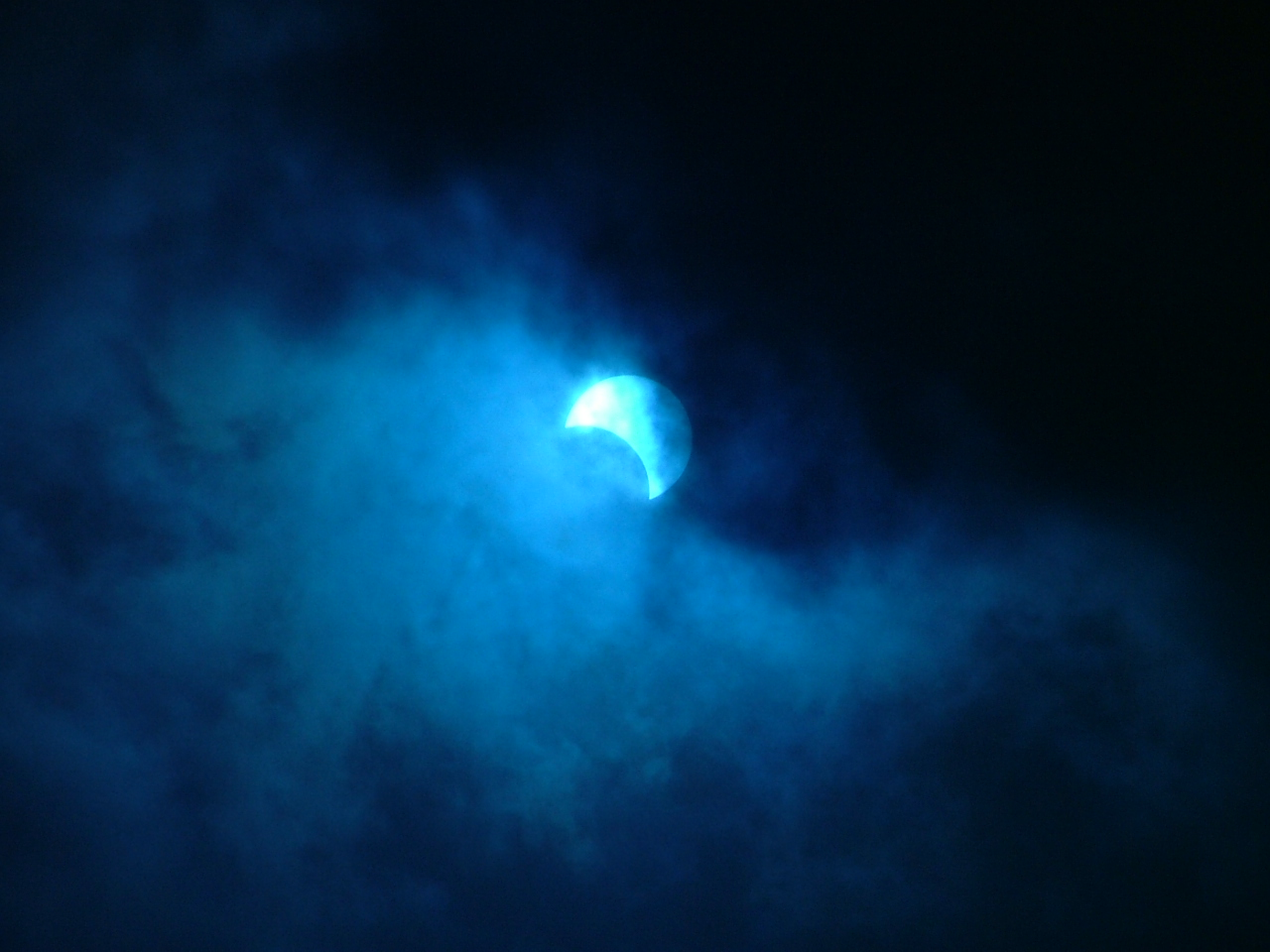
Częściowe zaćmienie Słońca w Polsce 29 marca 2006

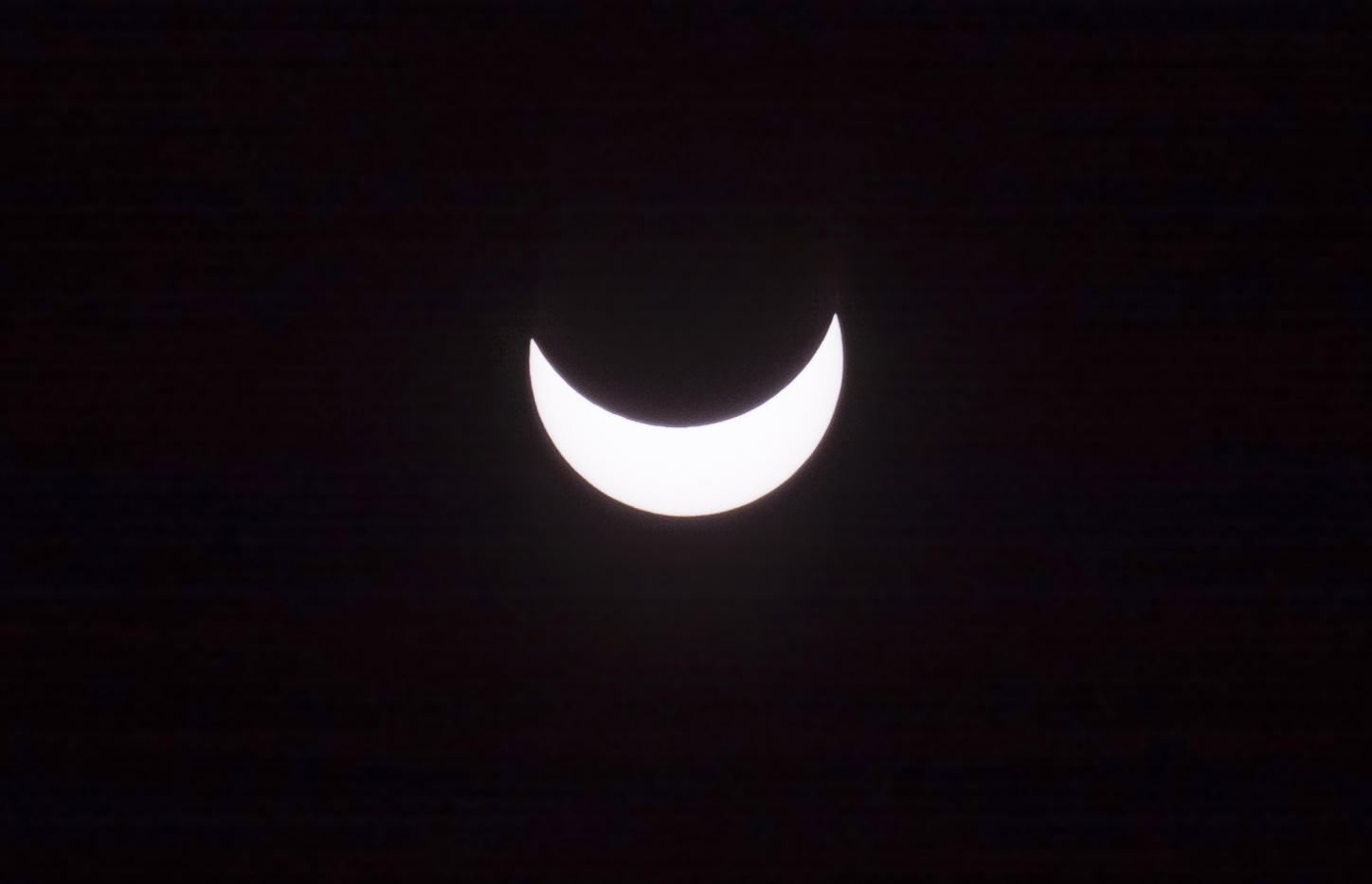
Częściowe zaćmienie Słońca z 20 marca 2015 obserwowane w Polsce

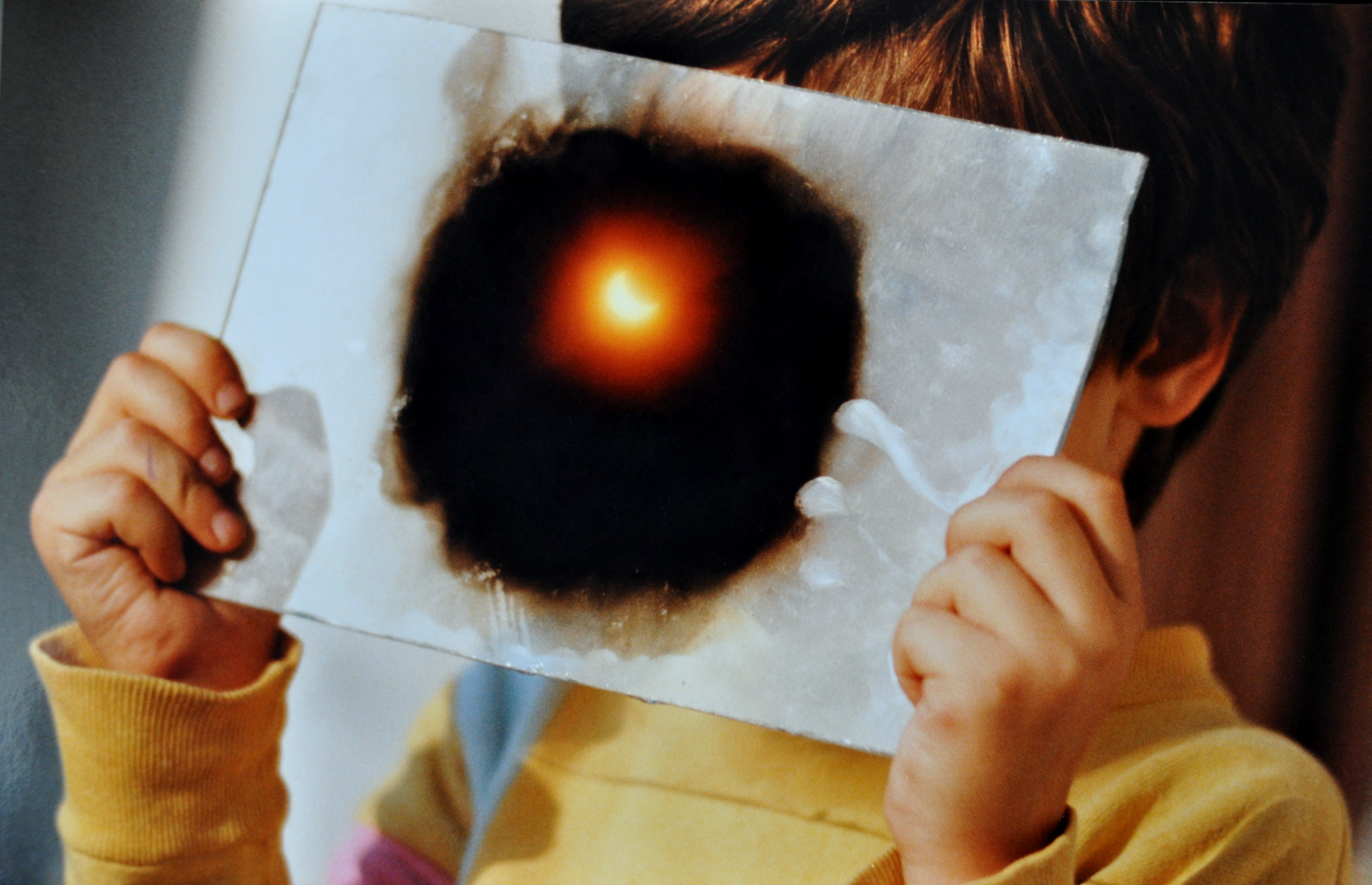
12.10.1996, zachodnia Polska: oglądanie zaćmienia przez przydymione szkło

Zaćmienie Słońca – zjawisko astronomiczne powstające, gdy Księżyc znajdzie się pomiędzy Słońcem a Ziemią i tym samym przysłoni światło słoneczne.
Obecnie Księżyc jest tyle samo od Słońca mniejszy, ile razy jest bliżej Ziemi. Sprawia to, że jego kątowe rozmiary na niebie są bardzo zbliżone do słonecznych. Zaćmienie zachodzi wyłącznie podczas nowiu, w momencie kiedy Księżyc znajduje się dokładnie między Ziemią i naszą Gwiazdą Dzienną w prostej linii, o której mowa w syzygium.
Gdyby Księżyc miał idealnie kołową orbitę, był bliżej Ziemi i znajdował się w tej samej płaszczyźnie ekliptyki, to zaćmienia Słońca występowałyby podczas każdego nowiu. Jednakże orbita Księżyca jest nachylona pod kątem ponad 5 stopni w stosunku do orbity Ziemi obiegającej Słońce, co sprawia, iż zwykle cień Księżyca mija Ziemię. Aby zaćmienie Słońca doszło do skutku, orbita Księżyca musi przeciąć orbitę Ziemi. Na dodatek orbita Księżyca jest eliptyczna, co powoduje, że czasami znajduje się zbyt daleko od Ziemi, aby swoim rozmiarem mógł zasłonić całkowicie tarczę słoneczną (antycień). Obydwie orbity przecinają się na liniach węzłowych, co w konsekwencji daje od dwóch do pięciu zaćmień w ciągu roku, przy czym maksymalnie dwa z nich mogą być całkowite.
Na dodatek całkowite zaćmienia Słońca są dużo rzadsze dla konkretnego miejsca na Ziemi, ponieważ pas cienia całkowitego jest bardzo wąski.
Zaćmienie Słońca jest zjawiskiem naturalnym, które choć znane od starożytności przypisywano do zjawisk nadprzyrodzonych lub kojarzono ze złymi znakami. Całkowite zaćmienie Słońca może być przerażające dla osób nieświadomych wiedzy o tym zjawisku.
Obserwacja zaćmienia Słońca nieuzbrojonym okiem grozi trwałym uszkodzeniem wzroku. Z pomocą przychodzą różnego rodzaju narzędzia umożliwiające obserwację tego zjawiska. Z technicznego punktu widzenia bezpiecznie można nieuzbrojonym okiem obserwować fazę całkowitą. Niemniej jednak i ta praktyka czasem bywa niebezpieczna ze względu na brak świadomości niektórych ludzi, nieodróżniających poszczególnych faz zjawiska. Najdłuższy możliwy czas trwania zaćmienia całkowitego to 7 minut i 31 sekund. Ludzie znani jako łowcy zaćmień podróżują po całym globie, aby doświadczyć całkowitego zaćmienia Słońca, którego termin jest już wcześniej znany.
W ciągu roku występują (gdzieś na kuli ziemskiej) co najmniej dwa zaćmienia Słońca, ale nie więcej niż pięć (z tych najwyżej trzy są całkowite). I tak np. 1993 był rokiem z dwoma zaćmieniami, 1935 – z pięcioma. Statystycznie rzecz biorąc, całkowite zaćmienie Słońca zdarza się na danym obszarze co 370 lat. Zdarza się oczywiście, że w danym regionie możemy takie zjawisko obserwować częściej, np. Brisbane w Australii (5 kwietnia 1856 i 25 marca 1857) czy wybrzeże Angoli (21 czerwca 2001 i 4 grudnia 2002), natomiast na terenie Polski w okolicach Hrubieszowa w dniach 8 lipca 1842 i 28 lipca 1851.
Ostatnie zaćmienie Słońca obserwowane w Polsce nastąpiło 29 marca 2025 roku (płytkie zaćmienie częściowe widoczne w całym kraju około południa). Następne zaćmienie Słońca widoczne z terenów Polski nastąpi 12 sierpnia 2026 roku (głębokie zaćmienie częściowe widoczne w całym kraju o zachodzie Słońca).
Najbliższe obrączkowe zaćmienie widoczne w Polsce nastąpi 13 lipca 2075 roku, zaś najbliższe całkowite zaćmienie widoczne z terenów Polski dopiero 7 października 2135 roku (na Dolnym Śląsku i w Małopolsce).

## Rodzaje zaćmień Słońca
Aby zrozumieć fenomen zaćmienia Słońca, należy sobie uświadomić, że Księżyc, choć ok. 400 razy mniejszy od Słońca, znajduje się około 400 razy bliżej Ziemi. Ponieważ wskaźniki te są do siebie podobne, oba te ciała są widziane z Ziemi prawie w tych samych rozmiarach kątowych: średnica kątowa wynosi około 0,5 stopnia łuku.
Osobną kategorią zacmień Słońca jest zakrycie Słońca przez ciało niebieskie inne niż Księżyc. Takie zjawisko może być obserwowane z dowolnego punktu w przestrzeni kosmicznej, daleko od powierzchni Ziemi. Znane są udokumentowane dwa przykłady takich obserwacji. Pierwszy był obserwowany przez załogę Apollo 12 w roku 1969, kiedy zaćmienie Słońca spowodowane było przez Ziemię. Drugi został udokumentowany przez sondę Cassini w 2006 roku, jak Słońce zostało zakryte przez Saturna.
źródło

Porównanie minimalnego oraz maksymalnego rozmiaru kątowego Księżyca, Słońca (oraz planet). Zaćmienie obrączkowe może mieć miejsce wówczas, gdy Słońce będzie miało większy widoczny rozmiar kątowy niż Księżyc. Zaćmienie całkowite z kolei będzie występować w odwrotnej sytuacji, kiedy Księżyc będzie miał większy rozmiar kątowy od Słońca.

Ponieważ orbita Ziemi obiegającej Słońce jest także eliptyczna, odległość Ziemi od Słońca zmienia się w ciągu roku. Wpływa to na widzialny rozmiar tarczy Słońca, ale nie aż tak znacząco, jak zmienia się w ciągu każdego miesiąca widomy rozmiar tarczy Księżyca. Gdy Ziemia znajduje się najdalej od Słońca, w okolicach aphelium na początku lipca, wówczas jest większa możliwość wystąpienia zaćmienia całkowitego. Natomiast kiedy Ziemia znajduje się blisko peryhelium na początku stycznia, wówczas w pewnym sensie zaćmienie obrączkowe jest bardziej prawdopodobne.
W przypadku zaćmienia centralnego (całkowite, obrączkowe lub hybrydowe) obserwator nieznajdujący się w centrum, czyli nie w cieniu, ale w półcieniu obserwuje jedynie zaćmienie częściowe.
| Rodzaj zaćmienia | Częstość występowania |
| ---------------- | --------------------- |
| całkowite        | 26,9%                 |
| obrączkowe       | 33,2%                 |
| hybrydowe        | 4,8%                  |
| częściowe        | 35,2%                 |

|                                        | Księżyc              | Księżyc                  | Słońce                | Słońce            |
| w perygeum (najbliżej)                 | w apogeum (najdalej) | w perihelium (najbliżej) | w aphelium (najdalej) |                   |
| -------------------------------------- | -------------------- | ------------------------ | --------------------- | ----------------- |
| średni promień                         | 1737,10 km           | 1737,10 km               | 696000 km             | 696000 km         |
| odległość                              | 363104 km            | 405696 km                | 147098070 km          | 152097700 km      |
| średnica kątowa                        | 33' 30" (0.5583°)    | 29' 26" (0.4905°)        | 32' 42" (0.5450°)     | 31' 36" (0.5267°) |
| wielkość pozorna (z zachowaniem skali) |                      |                          |                       |                   |
| malejąca kolejność wielkości pozornej  | 1.                   | 4.                       | 2.                    | 3.                |

### Zaćmienie całkowite
Zaćmienie rozpoczyna się I kontaktem, czyli zetknięciem się tarczy Księżyca z tarczą Słońca. W tym momencie zaczyna się zaćmienie częściowe, podczas którego nasz satelita zakrywa stopniowo coraz większy fragment dysku naszej gwiazdy. Gdy tarcza Księżyca zakryje całkowicie Słońce, stykając się z jego przeciwległą krawędzią, II kontakt rozpoczyna fazę całkowitą. Tuż przed II kontaktem następuje gwałtowny spadek jasności nie tylko Słońca, ale także nieba i całego otoczenia w miejscu obserwacji. Zanim tarcza słoneczna skryje się za Księżycem, na krótką chwilę pojawia się tzw. diamentowy pierścień, czyli ostatni błysk promieni słonecznych. Diamentowy pierścień pojawia się dwukrotnie – podczas początku i końca fazy całkowitego zaćmienia (tuż po III kontakcie). Gdy nachodząca tarcza Księżyca dotyka brzegów tarczy słonecznej, obserwujemy wtedy mieniący się pierścień z jaśniejszymi punktami, przypominającymi korale lub naszyjnik z pereł. Zjawisko to jako jeden z pierwszych opisał i wyjaśnił Francis Baily angielski astronom, podczas zaćmienia z 15 maja 1836 roku. Od jego nazwiska obecnie określamy je mianem pereł Baily’ego. Ponad sto lat wcześniej Edmund Halley zaobserwował i opisał to samo zjawisko, poprawnie sugerując, że musi to być spowodowane przeświecaniem promieni słonecznych pomiędzy kraterami i górami księżycowymi. III kontakt ma miejsce, gdy tarcza Księżyca zaczyna schodzić ze słonecznej, co rozpoczyna ponownie fazę zaćmienia częściowego, tym razem stopniowo odsłaniającego coraz większe fragmenty Słońca. W momencie IV kontaktu tarcza Księżyca całkowicie odkrywa Słońce i kończy całe zjawisko.
Rodzaj zaćmienia wynika z jego geometrii. Kluczowe jest położenie wierzchołka stożka cienia i strefy półcienia rzucanych przez Księżyc. Gdy wierzchołek trafia w Ziemię i wypada pod jej powierzchnią, oznacza to, że w danym miejscu na powierzchni Ziemi można obserwować zaćmienie całkowite. Im głębiej wpada wierzchołek cienia, tym szerszy jest pas całkowitości oraz czas trwania zaćmienia całkowitego. W związku z ruchem Księżyca i obrotem Ziemi wokół osi powstaje na jej powierzchni pas zaćmienia całkowitego o długości nawet do około 14 000 kilometrów. W sprzyjających warunkach, gdy Księżyc jest w perygeum, może mieć szerokość nawet 273 km. Szerokość pasa, w jakim można obserwować zaćmienie centralne, zależy od odległości Księżyca od Ziemi i Ziemi od Słońca oraz dodatkowo, od szerokości geograficznej. Przeciętna szerokość pasa zaćmienia wynosi około 100 km. W rejonach okołobiegunowych, gdzie stożek cienia Księżyca pada na Ziemię zawsze pod małym kątem, może ona zwiększyć się do 600 km. Czas trwania fazy całkowitej zaćmienia jest uzależniony od odległości pomiędzy naszą planetą i Księżycem, aktualnego położenia Ziemi na orbicie wokół Słońca, a także odległości danego miejsca od środka pasa całkowitego zaćmienia. Zaćmienie centralne (całkowite lub obrączkowe) musi nastąpić wówczas, gdy w czasie nowiu kątowa odległość Księżyca od jednego z węzłów jego orbity nie przekracza 10,1°, a może wydarzyć się już przy odległości 11,5°. Aby zaćmienie było długie, Księżyc powinien znajdować się w pobliżu perygeum, a Ziemia w pobliżu aphelium (rozmiary kątowe satelity będą większe od słonecznych). Analogicznie: najkrótsze – gdy Księżyc znajduje się w pobliżu apogeum, a Ziemia w pobliżu peryhelium.

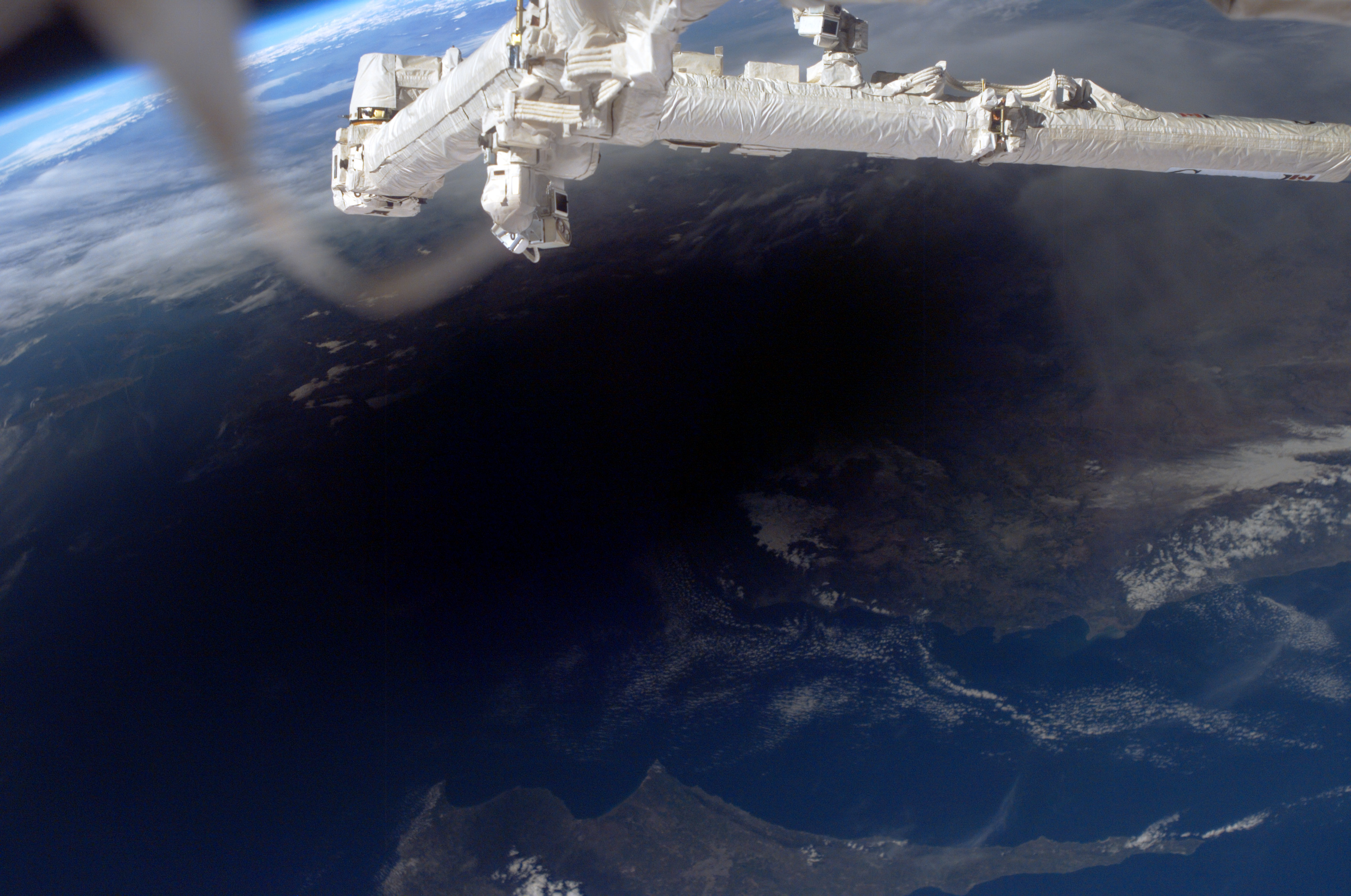
Cień Księżyca podczas zaćmienia Słońca widziany z ISS nad Turcją i Cyprem w 2006 roku

Całkowite zaćmienie Słońca za około 560 milionów lat będzie miało swój kres. Oddalający się od naszej planety Księżyc (około 3,8 cm rocznie), będzie miał wtedy zbyt małe rozmiary kątowe, aby całkowicie zakryć tarczę słoneczną. W tym samym czasie Słońce również się trochę powiększy. Wszystkie zaćmienia całkowite staną się obrączkowymi. W dalszym ciągu będą występować zaćmienia częściowe.

### Zaćmienie częściowe
Zaćmienie częściowe obserwuje się w dwóch przypadkach. Pierwszym są obszary po obu stronach pasa zaćmienia całkowitego, obrączkowego lub hybrydowego. Drugi przypadek dotyczy zaćmienia częściowego, kiedy stożek cienia w ogóle nie trafia w Ziemię. Obserwujemy wtedy tylko zaćmienie częściowe. Zaćmienie to musi się wydarzyć wtedy, gdy kątowa odległość Księżyca od jednego z węzłów jego orbity, wynosi mniej niż 15,9°, a może się zdarzyć już przy odległości 17,9°. Zaćmienie ma tylko dwa kontakty. Pierwszy, gdy Księżyc pojawia się na tarczy Słońca, drugi gdy z niej schodzi. Gdy Księżyc przesuwa się przed tarczą Słońca, możemy obserwować kontury jego nierównej powierzchni. Przez teleskop widać głębokie doliny i wysokie góry: wszystko to na tle blasku fotosfery Słońca przybiera czarną barwę.

### Zaćmienie obrączkowe
W przypadku zaćmienia obrączkowego wierzchołek cienia księżycowego wypada ponad powierzchnią Ziemi. Wtedy tarcza Księżyca nie jest w stanie zasłonić w całości Słońca, co obserwujemy jako jasną obrączkę z mniej lub bardziej centralnie położonym czarnym dyskiem Księżyca. W tym przypadku zmienia się opis sekwencji kolejnych kontaktów. W związku z tym, że tarcza Księżyca ma mniejsze rozmiary kątowe od słonecznej, drugi kontakt ma miejsce w momencie, gdy w całości znajdzie się ona wewnątrz tarczy Słońca. Obserwowana wielkość i grubość obrączki zależy od okoliczności. Gdy Ziemia znajduje się w pobliżu peryhelium, Księżyc zaś blisko apogeum, to obrączka jest gruba. Im bardziej zbliżone są obserwowane rozmiary kątowe Księżyca i Słońca, tym cieńsza obrączka. Podczas zaćmienia obrączkowego Słońce wygląda jak idealny pierścień, jeśli jest obserwowane z centralnej linii, albo jak nieco zdeformowana bransoleta, gdy patrzymy bliżej północnego lub południowego brzegu pasa zaćmienia. Zaćmienie to jest najdłuższe wtedy, gdy Ziemia znajduje się w peryhelium, a Księżyc w apogeum. Szerokość pasa zaćmienia obrączkowego sięga 370 km, ale w obszarach okołobiegunowych może być znacznie większa. Podobnie jak w przypadku zaćmienia całkowitego, czas trwania zaćmienia obrączkowego może być bardzo różny, od ułamka sekundy do 12 minut i 30 sekund. Najdłuższe takie zaćmienie w okresie ostatnich 4000 lat wystąpiło 7 grudnia 150 roku, gdy faza obrączkowa trwała 12 minut i 23 sekundy.

### Zaćmienie hybrydowe
Zaćmienie hybrydowe (zwane też obrączkowo-całkowitym) występuje najrzadziej ze wszystkich. W ich geometrii istotną rolę odgrywa kulistość naszej planety. To ona sprawia, że w centralnych rejonach pasa zaćmienia całkowitego rozmiary Księżyca pozwalają jeszcze na pełniejsze zakrycie Słońca, natomiast na skraju pasa są już zbyt małe i obserwuje się zaćmienie obrączkowe (satelita jest dalej). Charakterystyką tych zaćmień jest krótki czas trwania fazy całkowitej. Jest to spowodowane faktem, że wierzchołek księżycowego cienia praktycznie tylko muska powierzchnię Ziemi.

## Zaćmienia Słońca w XXI wieku
W tym wieku będzie ich w sumie 224, w tym: 67 całkowitych, 72 obrączkowych, 7 obrączkowo-całkowitych i 78 częściowych.
W Polsce będzie czterdzieści zaćmień Słońca. Będą to przede wszystkim zaćmienia częściowe. Nie wydarzy się żadne zaćmienie całkowite, ale w południowych rejonach dojdzie do dwóch zaćmień obrączkowych: 13 lipca 2075 oraz 23 lipca 2093 roku.

## Wybrane zaćmienia Słońca
Fazę zaćmienia określa się najczęściej jako ułamek zakrytej przez Księżyc średnicy tarczy Słońca. Jest to tak zwana faza liniowa. Zaćmienie częściowe ma zatem fazę od 0 do 1, a całkowite – ponad 1 (1,03). Zaćmienie obrączkowe może osiągnąć fazę od 0,95 do 1,00. Czasem podaje się fazę powierzchniową w procentach, która wskazuje, jaka część powierzchni tarczy Słońca ulega zakryciu podczas zaćmienia. Ekstremalne wielkości powierzchniowych faz zaćmienia wynoszą 106,5% dla zaćmienia całkowitego i 89,1% dla obrączkowego. Wartości maksymalnej fazy zaćmienia wynikają z kątowych rozmiarów Słońca i Księżyca w okolicy maksimum zjawiska.
| Data zaćmienia            | Typ                              | Czas trwania (maks.)                             | Trasa zaćmienia | Uwagi |
| ------------------------- | -------------------------------- | ------------------------------------------------ | --- | --- |
| 1 czerwca 1639(dts)       | obrączkowe                       | 00:26,9 min                                      | Ameryka Północna, Europa                                                                                                 | Obrączkowe zaćmienie Słońca, widoczne w Prusach Wschodnich, terenach Białorusi, Kazachstanu. |
| 12 sierpnia 1654(dts)     | całkowite                        | 02:16 min                                        | Europa, Azja | Całkowite zaćmienie Słońca widoczne w Polsce. |
| 23 września 1699(dts)     | hybrydowe                        | 00:08,2 min obrączkowe 00:53,4 min całkowite     | Europa, Azja | Całkowite zaćmienie Słońca widoczne w Polsce. |
| 12 maja 1706(dts)         | całkowite                        | 04:10,3 min                                      | Europa, Azja | Całkowite zaćmienie Słońca widoczne w Polsce. |
| 13 maja 1733(dts)         | całkowite                        | 04:09,8 min                                      | Ameryka Północna, Północna Europa                                                                                        | Całkowite zaćmienie Słońca widoczne w Polsce. |
| 25 lipca 1748(dts)        | obrączkowe                       | 05:07,4 min                                      | Ameryka Północna, Ocean Atlantycki, Europa, Azja Mniejsza,                                                               | Obrączkowe zaćmienie Słońca, widoczne w Polsce. |
| 5 września 1793(dts)      | obrączkowe                       | 05:57,5 min                                      | Środkowa Europa, Azja,                                                                                                   | Obrączkowe zaćmienie Słońca, widoczne w Polsce. |
| 11 lutego 1804(dts)       | hybrydowe                        | 00:45,0 min obrączkowe 00:04,8 min całkowite     | środkowy Atlantyk, Maghreb, Włochy, Europa Środkowa, Rosja                                                               | Hybrydowe zaćmienie Słońca, w obecnych granicach Polski widoczne jedynie jako obrączkowe. |
| 19 listopada 1816(dts)    | całkowite                        | 02:03,6 min                                      | południowa Skandynawia, Europa Środkowa                                                                                  | Całkowite zaćmienie Słońca widoczne w obecnych granicach Polski. |
| 15 maja 1836(dts)         | obrączkowe                       | 04:47 min                                        | Ameryka Środkowa, Karaiby, Atlantyk, Europa Środkowa                                                                     | Obrączkowe zaćmienie Słońca widoczne w obecnych granicach Polski (północna część). |
| 8 lipca 1842(dts)         | całkowite                        | 04:09,6 min                                      | Europa Środkowa i Południowa, Rosja, Azja Wschodnia, zachodni Pacyfik                                                    | Całkowite zaćmienie Słońca widoczne w obecnych granicach Polski (południowe i południowo-wschodnie tereny). |
| 28 lipca 1851(dts)        | całkowite                        | 03:44,7 min                                      | Ameryka Północna, Grenlandia, Skandynawia, Europa Środkowa                                                               | Całkowite zaćmienie Słońca widoczne w obecnych granicach Polski. |
| 19 sierpnia 1887(dts)     | całkowite                        | 03:53,9 min                                      | Europa Środkowa, Syberia, Mandżuria, Japonia                                                                             | Przedostatnie całkowite zaćmienie Słońca widoczne w Polsce. To zaćmienie zainspirowało Bolesława Prusa przy pisaniu Faraona. |
| 17 kwietnia 1912(dts)     | hybrydowe (obrączkowo-całkowite) | 00:06,0 min (całkowite) 00:42,6 min (obrączkowe) | Ameryka Południowa, Atlantyk, Europa                                                                                     | Zaćmienie Słońca całkowite: w Hiszpanii, na wschodnim Oceanie Atlantyckim, w zachodniej Francji, obrączkowe: Ameryka Południowa, zachodni Atlantyk, Francja, Niemcy, Morze Bałtyckie, Łotwa (obecna), Rosja.                                              |
| 21 sierpnia 1914(dts)     | całkowite                        | 02:18,1 min                                      | Grenlandia, północna i Wschodnia Europa                                                                                  | Całkowite zaćmienie Słońca widoczne na terenach polskich np. w Wilnie. |
| 29 maja 1919(dts)         | całkowite                        | 06:55,7 min                                      | Ameryka Południowa, środkowy Atlantyk, Afryka Zachodnia, Afryka Centralna, Afryka Wschodnia                              | Sfotografowane przez Arthura Eddingtona w celu weryfikacji ogólnej teorii względności |
| 30 czerwca 1954(dts)      | całkowite                        | 02:39,0 min                                      | Stany Zjednoczone, Labrador, południowa Grenlandia, Skandynawia, Europa Wschodnia                                        | Ostatnie całkowite zaćmienie Słońca widoczne w Polsce – dokładniej na samej granicy z ZSRR (Suwałki, Sejny). |
| 11 lipca 1991(dts)        | całkowite                        | 07:02 min                                        | Pacyfik i Hawaje, Meksyk, Ameryka Środkowa, część Ameryki Południowej                                                    | Całkowite zaćmienie Słońca, widoczne na Pacyfiku i na Hawajach, w środkowej i środkowo-zachodniej część Meksyku, w Ameryce Środkowej (Gwatemala, El Salvador, Nikaragua, Costa Rica, Panama) aż do Ameryki Południowej (Kolumbia, część Peru i Brazylii). |
| 30 czerwca 1992(dts)      | całkowite                        |                                                  | południowy Urugwaj, południowy Atlantyk                                                                                  | |
| 3 listopada 1994(dts)     | całkowite                        |                                                  | Ameryka Środkowa i Południowa oraz Afryka                                                                                | |
| 11 sierpnia 1999(dts)     | całkowite                        | 02:23,0 min                                      | Wielka Brytania, kraje Beneluksu, Francja, Niemcy, Austria, Węgry, Rumunia, Bułgaria.                                    | Ostatnie całkowite zaćmienie Słońca XX w., blisko granic Polski. W Polsce widoczne jako dość głębokie zaćmienie częściowe. |
| 21 czerwca 2001(dts)      | całkowite                        | 04:57 min                                        | Ameryka Południowa, Afryka                                                                                               | |
| 14 grudnia 2001(dts)      | obrączkowe                       | 03:53 min                                        | Północna i Środkowa Ameryka                                                                                              | |
| 10 czerwca 2002(dts)      | obrączkowe                       | 00:23 min                                        | Azja, Australia, Ameryka Północna                                                                                        | |
| 4 grudnia 2002(dts)       | całkowite                        | 02:04 min                                        | Afryka Południowa, Antarktyka, Indonezja, Australia                                                                      | |
| 31 maja 2003(dts)         | obrączkowe                       | 03:37 min                                        | Europa, Azja, Ameryka Północna                                                                                           | |
| 23 listopada 2003(dts)    | całkowite                        | 01:57 min                                        | Australia, Nowa Zelandia, Antarktyka, Ameryka Południowa                                                                 | |
| 8 kwietnia 2005(dts)      | hybrydowe                        | 00:42 min                                        | Pacyfik, Ameryka Środkowa                                                                                                | |
| 3 października 2005(dts)  | obrączkowe                       | 04:32 min                                        | Portugalia, Hiszpania i północna Afryka                                                                                  | Osobny artykuł: Zaćmienie Słońca z 3 października 2005 . |
| 29 marca 2006(dts)        | całkowite                        | 04:07 min                                        | Brazylia, zachodnia i północna Afryka, Turcja, centralna Azja, Mongolia                                                  | Osobny artykuł: Zaćmienie Słońca z 29 marca 2006 . |
| 22 września 2006(dts)     | obrączkowe                       | 07:09 min                                        | Ameryka Południowa, Zachodnia Afryka, Antarktyka                                                                         | |
| 7 lutego 2008(dts)        | obrączkowe                       | 02:12 min                                        | Antarktyka, Australia, Nowa Zelandia                                                                                     | |
| 1 sierpnia 2008(dts)      | całkowite                        | 02:27 min                                        | Arktyka (Archipelag Arktyczny, Grenlandia, Wyspa Biała, Ziemia Aleksandry, Nowa Ziemia), Azja (Syberia, Mongolia, Chiny) | W Polsce widoczne jako częściowe zaćmienie. |
| 26 stycznia 2009(dts)     | obrączkowe                       | 07:54 min                                        | Antarktyka, Ocean Indyjski, Sumatra, Borneo                                                                              | |
| 22 lipca 2009(dts)        | całkowite                        | 06:39 min                                        | Indie, Chiny, Pacyfik.                                                                                                   | Najdłuższe całkowite zaćmienie Słońca XXI wieku. |
| 15 stycznia 2010(dts)     | obrączkowe                       | 11:08 min                                        | Afryka Środkowa, Afryka Wschodnia, Indie, Birma, Chiny                                                                   | Najdłuższe obrączkowe zaćmienie Słońca XXI wieku. |
| 11 lipca 2010(dts)        | całkowite                        | 05:20 min                                        | Południowy Pacyfik, Chile                                                                                                | Osobny artykuł: Zaćmienie Słońca z 11 lipca 2010 . |
| 4 stycznia 2011(dts)      | częściowe                        | –                                                | Europa, Afryka Północna, Bliski Wschód, Azja Środkowa.                                                                   | Głębokie zaćmienie widzialne w Polsce. |
| 1 czerwca 2011(dts)       | częściowe                        | –                                                | Islandia, Arktyka, wschodnia Syberia, Kamczatka.                                                                         | |
| 1 lipca 2011(dts)         | częściowe                        | –                                                | Antarktyka | |
| 25 listopada 2011(dts)    | częściowe                        | –                                                | Antarktyka, RPA, Nowa Zelandia, Tasmania.                                                                                | |
| 20 maja 2012(dts)         | obrączkowe                       | 05:46 min                                        | południowo-wschodnie Chiny, Japonia, Pacyfik, USA.                                                                       | |
| 13 listopada 2012(dts)    | całkowite                        | 04:02 min                                        | północna Australia, południowy Pacyfik.                                                                                  | |
| 10 maja 2013(dts)         | obrączkowe                       | 06:03 min                                        | Australia, Papua-Nowa Gwinea, Wyspy Salomona, Pacyfik.                                                                   | |
| 3 listopada 2013(dts)     | hybrydowe                        | 01:40 min                                        | Atlantyk, Afryka Środkowa.                                                                                               | |
| 29 kwietnia 2014(dts)     | obrączkowe                       | 00:00 min                                        | Australia, Antarktyka, południowy Ocean Indyjski.                                                                        | |
| 20 marca 2015(dts)        | całkowite                        | 02:47 min                                        | Atlantyk, Wyspy Owcze, Svalbard, biegun północny.                                                                        | W Polsce zaćmienie widoczne jako częściowe |
| 9 marca 2016(dts)         | całkowite                        | 04:09 min                                        | Indonezja, Pacyfik | |
| 1 września 2016(dts)      | obrączkowe                       | 03:06 min                                        | Afryka Środkowa, Madagaskar, Reunion, Ocean Indyjski.                                                                    | |
| 26 lutego 2017(dts)       | obrączkowe                       | 00:44 min                                        | południowe Chile i Argentyna, Atlantyk, Angola.                                                                          | |
| 21 sierpnia 2017(dts)     | całkowite                        | 02:40 min                                        | Pacyfik, Stany Zjednoczone, Atlantyk.                                                                                    | |
| 15 lutego 2018(dts)       | częściowe                        |                                                  | Ameryka Południowa, Antarktyka.                                                                                          | |
| 13 lipca 2018(dts)        | częściowe                        | –                                                | południowa Australia, Tasmania, Ocean Południowy.                                                                        | |
| 11 sierpnia 2018(dts)     | częściowe                        | –                                                | Arktyka, Syberia, Mongolia, Chiny, Skandynawia.                                                                          | |
| 6 stycznia 2019(dts)      | częściowe                        | –                                                | Mongolia, Chiny, Japonia, Kamczatka, Alaska.                                                                             | |
| 2 lipca 2019(dts)         | całkowite                        | 04:33 min                                        | południowy Pacyfik, Chile, Argentyna.                                                                                    | |
| 26 grudnia 2019(dts)      | obrączkowe                       | 03:39 min                                        | Katar, Zjednoczone Emiraty Arabskie, Oman, Indie, Sri Lanka, Indonezja.                                                  | |
| 21 czerwca 2020(dts)      | obrączkowe                       | 00:38 min                                        | Afryka Środkowa, Półwysep Arabski, Pakistan, Indie, Tybet, Chiny, Tajwan                                                 | W Polsce widoczne jako bardzo płytkie zaćmienie częściowe na części obszaru Bieszczadzkiego Parku Narodowego. |
| 14 grudnia 2020(dts)      | całkowite                        | 02:10 min                                        | południowy Pacyfik, Chile, Argentyna, południowy Atlantyk.                                                               | |
| 10 czerwca 2021(dts)      | obrączkowe                       | 03:51 min                                        | Kanada, Grenlandia, Rosja.                                                                                               | · W Polsce płytkie zaćmienie częściowe. |
| 25 października 2022(dts) | częściowe                        | –                                                | Europa, Afryka Północna, Bliski Wschód, Indie.                                                                           | · Głębokie zaćmienie częściowe widoczne z całego terytorium Polski. |
| 29 marca 2025(dts)        | częściowe                        | –                                                | Kanada, Grenlandia, Europa, Rosja                                                                                        | · Widoczne w Polsce zaćmienie częściowe. |
| 12 sierpnia 2026(dts)     | całkowite                        | 02:21,5 min                                      | Hiszpania, Islandia, Grenlandia, Półwysep Tajmyr.                                                                        | Następne całkowite zaćmienie Słońca widoczne w kontynentalnej Europie. |
| 2 sierpnia 2027(dts)      | całkowite                        | 06:23,0 min                                      | Gibraltar, Maroko, Libia, Tunezja, Egipt, Arabia Saudyjska, Jemen, Somalia.                                              | W Polsce zaćmienie częściowe. |
| 12 czerwca 2029(dts)      | częściowe                        | –                                                | Europa Północna, Arktyka, Kanada, Alaska.                                                                                | W Polsce płytkie zaćmienie widoczne w godzinach porannych. |
| 1 czerwca 2030(dts)       | obrączkowe                       | 05:21,0 min                                      | Afryka Północna, Grecja, Turcja, Rosja, Chiny, Japonia.                                                                  | W Polsce widoczne jako zaćmienie częściowe. |
| 20 marca 2034(dts)        | całkowite                        | 04:09,0 min                                      | Afryka, Bliski Wschód, Indie, Chiny.                                                                                     | W Polsce widoczne jako zaćmienie częściowe. |
| 21 sierpnia 2036(dts)     | częściowe                        | –                                                | Kanada, Arktyka, Europa, Afryka Północna.                                                                                | Częściowe zaćmienie widoczne w Polsce podczas zachodu Słońca. |
| 16 stycznia 2037(dts)     | częściowe                        | –                                                | Europa, Afryka Północna, Bliski Wschód, Rosja.                                                                           | Zaćmienie częściowe widoczne w Polsce. |
| 13 lipca 2075(dts)        | obrączkowe                       | 04:40,6 min                                      | Europa Środkowa, Wschodnia, Azja.                                                                                        | Następne obrączkowe zaćmienie Słońca widoczne w Polsce (Kraków, Rzeszów). |
| 23 lipca 2093(dts)        | obrączkowe                       | 05:07,1 min                                      | Ameryka Północna, Europa Środkowa, Wschodnia, Azja.                                                                      | Obrączkowe zaćmienie Słońca widoczne w Polsce (Zielona Góra, Wrocław, Kraków). |
| 11 maja 2097(dts)         | całkowite                        |                                                  | Północna Norwegia i Półwysep Kolski, Svalbard, Ocean Arktyczny, Alaska, Ocean Spokojny.                                  | |
| 7 października 2135(dts)  | całkowite                        | 04:42,9 min                                      | Środkowa Europa | Całkowite zaćmienie Słońca widoczne w Polsce (Wrocław, Katowice, Kraków). |
| 25 maja 2142(dts)         | całkowite                        | 03:21,4 min                                      | Środkowa Europa | Całkowite zaćmienie Słońca widoczne w Polsce (Pomorze). |
| 10 lutego 2195(dts)       | obrączkowe                       | 06:47,7 min                                      | Wschodnia Europa | Obrączkowe zaćmienie Słońca widoczne w Polsce (Suwałki, Białystok, Warszawa, Lublin, Kielce, Rzeszów). |
| 14 kwietnia 2200(dts)     | całkowite                        | 01:27,1 min                                      | Środkowa Europa | Całkowite zaćmienie Słońca widoczne w Polsce (Poznań, Łódź, Nowe Miasto nad Pilicą, Wielogóra, Radom, Lublin). |
| 16 maja 2227(dts)         | całkowite                        | 01:03,1 min                                      | Środkowa Europa | Całkowite zaćmienie Słońca widoczne w Polsce (Katowice, Radom, Kielce, Białystok). |
| 21 sierpnia 2305(dts)     | obrączkowe                       | 03:18,1 min                                      | Wschodnia Europa | Obrączkowe zaćmienie Słońca widoczne w Polsce (Suwałki). |
| 19 marca 2379(dts)        | całkowite                        | 03:11,4 min                                      | Środkowa Europa | Całkowite zaćmienie Słońca widoczne w Polsce (Katowice, Kraków, Kielce, Warszawa, Białystok). |
| 22 lipca 2381(dts)        | całkowite                        | 05:36,8 min                                      | Środkowa Europa | Całkowite zaćmienie Słońca widoczne w Polsce (Zielona Góra, Wałbrzych, Wrocław, Katowice, Kraków). |
| 2 września 2426(dts)      | całkowite                        | 05:18,4 min                                      | Północna i Wschodnia Europa                                                                                              | Całkowite zaćmienie Słońca widoczne w Polsce (Szczecin, Słupsk, Koszalin, Lublin, Radom, Rzeszów, Gdańsk, Bydgoszcz, Olsztyn, Warszawa, Białystok). |

## Lista najdłuższych zaćmień Słońca od 1 roku n.e. do 3000 r. n.e.
Bezwzględny czas trwania zaćmienia zależy od prędkości ruchu Księżyca (ściślej – jego cienia w stosunku do danego punktu na powierzchni Ziemi). Księżyc krąży wokół Ziemi ze średnią prędkością 1,02 km/s. Prędkość punktów na ziemskim równiku, wynikająca z ruch obrotowego naszej planety, wynosi 0,465 km/s. Cień Księżyca może się przemieszczać na powierzchni Ziemi najwolniej w rejonach równikowych z prędkością nieco ponad 0,5 km/s. Te czynniki powodują, że maksymalny czas trwania zaćmienia całkowitego może wynieść 7 min 32 s, obrączkowego 12 min 30 s. Zaćmienia częściowe trwają maksymalnie do około 3,5 godziny, a ich długość zależy przede wszystkim od wielkości fazy maksymalnej.
Należy pamiętać, że obliczenia dotyczące zaćmień bardzo odległych czasowo obarczone są sporym ryzykiem błędu. Dlatego też różne źródła mogą podawać nieco odmienne wyniki obliczeń w zależności od przyjętej metody szacowania ruchu ciał niebieskich. Główne źródło błędu tkwi w braku danych co do nieregularności ruchów Ziemi i Księżyca. Dane te mogą być jedynie ekstrapolowane na podstawie obserwacji dotyczących stosunkowo krótkiego okresu.

### Całkowite zaćmienia Słońca
| Data                 | Długość  |
| -------------------- | -------- |
| 5 lipca 2168(dts)    | 7:26 min |
| 27 czerwca 363(dts)  | 7:24 min |
| 27 lipca 2204(dts)   | 7:22 min |
| 8 lipca 381(dts)     | 7:22 min |
| 9 czerwca 1062(dts)  | 7:20 min |
| 20 czerwca 1080(dts) | 7:18 min |
| 16 czerwca 345(dts)  | 7:17 min |
| 3 czerwca 699(dts)   | 7:16 min |
| 13 czerwca 717(dts)  | 7:15 min |
| 1 czerwca 132(dts)   | 7:14 min |
| 24 czerwca 2150(dts) | 7:14 min |
| 29 maja 1044(dts)    | 7:12 min |
| 25 czerwca 2522(dts) | 7:12 min |
| 12 czerwca 150(dts)  | 7:12 min |
| 19 lipca 399(dts)    | 7:11 min |
| 3 lipca 2885(dts)    | 7:11 min |
| 14 czerwca 2504(dts) | 7:10 min |
| 23 czerwca 2867(dts) | 7:10 min |
| 23 maja 681(dts)     | 7:09 min |
| 20 czerwca 1955(dts) | 7:08 min |
| 8 sierpnia 2222(dts) | 7:06 min |
| 22 maja 114(dts)     | 7:05 min |
| 1 lipca 1098(dts)    | 7:05 min |
| 8 czerwca 1937(dts)  | 7:04 min |
| 30 czerwca 1973(dts) | 7:04 min |
| 5 lipca 2540(dts)    | 7:04 min |
| 16 lipca 2903(dts)   | 7:04 min |
| 6 czerwca 327(dts)   | 7:03 min |
| 22 czerwca 168(dts)  | 7:02 min |
| 25 czerwca 735(dts)  | 7:02 min |
| 12 czerwca 2849(dts) | 7:00 min |

Najdłuższe całkowite zaćmienie Słońca w XXI wieku miało miejsce 22 lipca 2009, a trwało 6 min 39 s.

### Obrączkowe zaćmienia Słońca
| Data                  | Czas trwania |
| --------------------- | ------------ |
| 7 grudnia 150(dts)    | 12:23 min    |
| 25 listopada 132(dts) | 12:16 min    |
| 17 grudnia 168(dts)   | 12:15 min    |
| 14 grudnia 1955(dts)  | 12:09 min    |
| 14 stycznia 3080(dts) | 12:09 min    |
| 24 stycznia 3098(dts) | 12:05 min    |
| 24 grudnia 1973(dts)  | 12:03 min    |
| 25 grudnia 1628(dts)  | 12:02 min    |
| 2 grudnia 1937(dts)   | 12:00 min    |

Najdłuższe obrączkowe zaćmienie Słońca w XXI wieku miało miejsce 15 stycznia 2010 i trwało 11:08 min.

## Całkowite zaćmienia Słońca widoczne z położenia Warszawy
Całkowite zaćmienia Słońca widoczne z położenia Warszawy – 52°15′N 21°00′E
| Data              |
| ----------------- |
| 10.02.1286 p.n.e. |
| 29.04.1011 p.n.e. |
| 24.06.894 p.n.e.  |
| 06.08.700 p.n.e.  |
| 19.02.348 p.n.e.  |
| 13.07.364 p.n.e.  |
| 19.10.183 p.n.e.  |
| 28.05.64 p.n.e.   |
| 01.06.113 n.e.    |
| 09.10.348 n.e.    |
| 29.11.878 n.e.    |
| 04.09.1187 n.e.   |
| 07.06.1415 n.e.   |
| 26.06.1424 n.e.   |
| 28.07.1851 n.e.   |
| 08.06.2681 n.e.   |
| 15.08.2911 n.e.   |

## Całkowite zaćmienia Słońca w historii Polski
W ciągu ostatniego tysiąclecia całkowite zaćmienia Słońca na terenach dzisiejszej Polski miały miejsce siedemnaście razy:
- 20 marca 1140 (Słupsk, Władysławowo, Hel)
- 4 września 1187 (Gdańsk, Olsztyn, Warszawa, Białystok, Lublin)
- 26 czerwca 1321 (Włocławek, Leszno)
- 16 czerwca 1406 (Szczecin, Kołobrzeg, Świnoujście)
- 7 czerwca 1415 (Wrocław, Katowice, Kraków, Łódź, Kielce, Warszawa, Lublin, Białystok)
- 26 czerwca 1424 (Szczecin, Poznań, Toruń, Częstochowa, Łódź, Warszawa, Lublin)
- 16 marca 1485 (Zakopane)
- 24 stycznia 1544 (Olsztyn, Płock, Sieradz)
- 12 sierpnia 1654 (Słupsk, Gdańsk, Olsztyn, Siedlce, Biała Podlaska)
- 23 września 1699 (Świnoujście, Piła, Radom, Zamość)
- 12 maja 1706 (Gdańsk, Poznań, Toruń, Wrocław)
- 13 maja 1733 (Władysławowo, Hel, Braniewo)
- 19 listopada 1816 (Słupsk, Bydgoszcz, Włocławek, Łódź, Warszawa, Rzeszów)
- 8 lipca 1842 (Zakopane, Rzeszów, Przemyśl)
- 28 lipca 1851 (Gdańsk, Olsztyn, Warszawa, Białystok, Lublin)
- 19 sierpnia 1887 (Gorzów Wielkopolski, Poznań, Bydgoszcz, Toruń, Olsztyn, Suwałki)
- 30 czerwca 1954 (Suwałki, Sejny)

## Rekordowe zaćmienia Słońca
- Najdłuższe całkowite zaćmienie Słońca będzie trwać 7 minut i 29 sekund. Będzie ono mieć miejsce 16 lipca 2186 roku w Kolumbii, Wenezueli, Gujanie i Namibii.
- Najdłuższe obrączkowe zaćmienie Słońca trwało 12 minut i 23 sekundy. Miało ono miejsce 6 grudnia 150 roku na Oceanie Spokojnym, w Meksyku i w Stanach Zjednoczonych.
- Najdłuższe hybrydowe zaćmienie Słońca trwało 1 minutę i 48 sekund. Miało ono miejsce 12 sierpnia 980 roku p.n.e. i przechodzi przez Ocean Spokojny, ale widać było także w Chile i w Boliwii
- Najkrótsze całkowite zaćmienie Słońca trwało 9 sekund. Miało ono miejsce 3 lutego 919 roku w Kanadzie i Grenlandii
- Najkrótsze obrączkowe zaćmienie Słońca trwało mniej niż sekundę i miało ono miejsce 7 września 124 roku p.n.e. w Kanadzie, Grenlandii i południowej Europie. Także obrączkowe zaćmienia trwające mniej niż sekundę były 9 maja 1948 roku w Azji Wschodniej, oraz będzie 30 grudnia 2931 roku w Afryce Wschodniej i Azji Południowej
- Najkrótsze hybrydowe zaćmienie Słońca miało miejsce 11 sierpnia 1627 roku i trwało mniej niż sekundę. Było widać je na Grenlandii, i w Alasce

## Ciekawostki
Zdarzenia związane z zaćmieniami Słońca:
- Mikołaj Kopernik obserwował we Fromborku zaćmienia Słońca, choć tylko częściowe. Były to zaćmienia w dniach: 29 marca 1530, 18 czerwca 1536, 18 kwietnia 1539, 7 kwietnia 1540 i 21 sierpnia 1541 roku.
- Jan Heweliusz obserwował zaćmienia częściowe w dniach: 1 czerwca 1639, 8 kwietnia 1650 i 30 marca 1661 roku, za każdym razem wyznaczył momenty początku i końca zjawiska. Obserwację całkowitego zaćmienia z 1654 r. uniemożliwiły chmury, które pojawiły się w chwili, gdy słoneczny dysk był w połowie zakryty przez Księżyc.
- Zaćmienie z 28 lipca 1851 roku było okazją do wykonania pierwszego dagerotypu zaćmienia Słońca i jego korony Johann Julius Friedrich Berkowski (1810–1892). Zaćmienie sprowadziło do Polski wielu wybitnych astronomów. Byli to między innymi: Carl Frederik Fearnley (1818–1890), August Ludwig Busch (1804–1855), Otto Wilhelm von Struve (1819–1905) oraz Johann Gottfried Galle (1812–1910). Z kolei Polacy obserwowali to zaćmienie poza granicami ojczyzny: astronom Marian Kowalski (1821–1884) obserwował zaćmienie na Zaporożu, geodeta Józef Chodźko (1800–1881) widział je w Osetii, a Telesfor Szpadkowski, budowniczy gubernialny Warszawy, oglądał zaćmienie w Dagestanie.
- Podczas zaćmienia Słońca z 21 sierpnia 2017 udowodniono, że obecność cienia Księżyca powoduje wydłużenie widzialności poziomej. Zjawisko to udokumentowano po raz pierwszy podczas obserwacji zaćmienia w Wyoming oraz Oregon[13][14][15].
- Zaćmienie z 2 lipca 2019 było pierwszym na świecie, którego przedłużenie pod horyzontem obserwowano przez kamery internetowe[16] na atlantyckim wybrzeżu Argentyny w kurortach Santa Teresita i Pinamar.

## Znaczenie gospodarcze
Całkowite zaćmienia Słońca jako efektowne zjawiska astronomiczne, dostępne zarówno dla badań naukowych, jak też obserwacji amatorskich niejednokrotnie powodują podróże na obszar zaćmienia wielkiej liczby ludzi pragnących je zobaczyć, tworząc nowy rodzaj turystyki, np. w 2017 roku, miliony Amerykanów i wielu turystów z zagranicy wybrało się w podróż, by obserwować zaćmienie z 21 sierpnia 2017. Czas poświęcony na oglądanie zjawiska przez pracowników w czasie pracy skutkował wtedy utratą zysku szacowaną na blisko 700 milionów dolarów, ale rejony kraju w pasie zaćmienia osiągnęły też znaczne dochody z turystyki.
W krajach, gdzie rozwinęła się na dużą skalę energetyka słoneczna, zaćmienie Słońca powoduje zauważalny spadek produkcji energii elektrycznej, głównie z fotowoltaiki, co musi być uwzględniane w bilansowaniu potrzebnej mocy przez zwiększenie produkcji w innego rodzaju elektrowniach lub wzrost importu energii z innych rejonów.